# Bataille de Fuentes de Oñoro
Guerre d'indépendance espagnole
Batailles
- Astorga (03-1810)
- Ciudad Rodrigo (04-1810)
- Barquilla (07-1810)
- La Côa (07-1810)
- Almeida (07-1810)
- Villagarcia (08-1810)
- Trant
- Fuente de Cantos (09-1810)
- Buçaco (09-1810)
- Torres Vedras
- Pombal (03-1811)
- Redinha (03-1811)
- Condeixa
- Casal Novo (03-1811)
- Foz de Arouce (03-1811)
- Sabugal (04-1811)
- Fuentes de Oñoro (05-1811)
- Almeida  (04-1811)

- Olivença (01-1811)
- Gebora (02-1811)
- Campo Maior (03-1811)
- 1re Badajoz (04-1811)
- Fuentes de Oñoro (05-1811)
- Albuera (05-1811)
- Usagre (05-1811)
- Cogorderos (06-1811)
- Carpio (09-1811)
- El Bodón (09-1811)
- Aldeia da Ponte (09-1811)
- Arroyomolinos (10-1811)
- Tarifa (12-1811)
- Navas de Membrillo
- Almagro (01-1812)
- 2e Ciudad Rodrigo (01-1812)
- 2e Badajoz (03-1812)
- Villagarcia (04-1812)
- Almaraz (05-1812)
- Maguilla (06-1812)
- Arapiles (07-1812)
- García Hernández (07-1812)
- Majadahonda (08-1812)
- Retiro (08-1812)
- Madrid (08-1812)
- Burgos (09-1812)
- Villodrigo (10-1812)
- Tordesillas (10-1812)
- Alba de Tormes (11-1812) (es)
- San Muñoz (11-1812)

La bataille de Fuentes de Oñoro  oppose le maréchal Masséna, duc de Rivoli et prince d'Essling, au lieutenant général Arthur Wellesley, vicomte Wellington, du 3 au 5 mai 1811 près de la frontière lusitano-espagnole. Elle est la première bataille de la guerre péninsulaire portugaise ayant lieu en territoire espagnol. Le mouvement de sortie des troupes anglo-portugaises permet à terme la jonction avec les troupes espagnoles en guerre contre Napoléon.

## Le contexte
Au printemps 1810, Napoléon charge le maréchal Masséna, à la tête de l'armée du Portugal, de chasser les troupes alliées de Wellington. L'attaque est lancée par le nord et la progression française est difficile. Une sanglante bataille est livrée à Buçaco, le 27 septembre 1810. Si Masséna peut poursuivre son avance, ses pertes sont en revanche extrêmement sérieuses. Le 11 octobre, au nord de Lisbonne, l'armée impériale doit faire face à un vaste ensemble d'ouvrages fortifiés. Construit dans le plus grand secret, cet ensemble reçoit le nom de « lignes de Torres Vedras ». Côté français, comme l'attestent les Mémoires du général baron de Marbot, alors aide de camp auprès du maréchal Masséna, la surprise est totale. Ne disposant pas de moyens suffisants en artillerie et en génie pour emporter des positions à première vue si formidables, Masséna fait camper son armée face à celle de Wellington.
La situation s'enlise rapidement pour les Français. Les lignes de communication sont dramatiquement étendues et la région est rapidement pillée. Les troupes de Masséna subissent donc une forte attrition, à peine compensée par l'arrivée de renforts, le 26 décembre. Finalement, au printemps 1811, face à une situation totalement bloquée, il ordonne la retraite sur l'Espagne. Celle-ci s'effectue en bon ordre. L'arrière-garde est assurée avec beaucoup de brio par le maréchal Ney, qui remporte à cette occasion quelques succès face aux troupes alliées qui ont entrepris de suivre l'armée du Portugal. Ney est cependant relevé de son commandement à la suite de sa mésentente persistante avec Masséna. Wellington investit alors la place d'Almeida. Située au nord du Portugal, elle est un point de passage obligé vers l'Espagne. Une gigantesque explosion l'a partiellement ruinée au printemps précédent, lors de l'invasion française. Une garnison, forte de 1 300 hommes aux ordres du général Brenier, l'occupe. Masséna décide alors d'un retour offensif pour dégager la place et en évacuer la garnison.

## Les forces en présence
Le maréchal Masséna dispose d'environ 45 000 hommes, dont 2 000 cavaliers auxquels il convient d'ajouter 1 600 cavaliers sous les ordres directs du maréchal Bessières, commandant en chef de l'armée du Nord, venus en renfort. Parmi eux se trouve un régiment de marche de la cavalerie de la Garde impériale aux ordres du général Lepic. Enfin l'armée dispose de 38 canons.
Wellington pour sa part peut compter sur environ 34 000 Anglo-Portugais, dont 1 500 cavaliers, sans compter les troupes assurant le blocus de la place d'Almeida. Les 2/3 de ses hommes sont des soldats de sa Majesté britannique. Son artillerie est forte de 48 pièces.
Sauf dans le domaine de l'artillerie, les Français disposent donc d'une très nette supériorité sur leur adversaire.

## La bataille

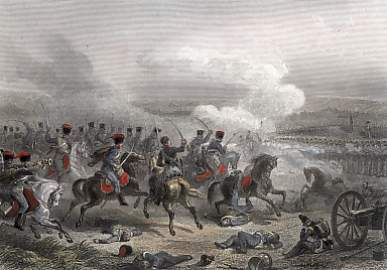
La cavalerie légère française chargeant les carrés britanniques à Fuentes de Oñoro.

L'action s'étale sur trois jours. Le 3 mai, Masséna lance la division Ferey sur le village de Fuentes de Oñoro. Le village est âprement disputé, mais une contre-attaque repousse les Français à l'entrée du village. Au cours de l'action, un bataillon hanovrien, servant dans la division Ferey, vêtu de rouge, est confondu avec l'ennemi et essuie le feu ami.
La journée du 4 mai voit les troupes des deux armées renforcer leurs positions autour du village et échanger des coups de feu. La cavalerie française mène de nombreuses reconnaissances. Au cours de l'une d'elles, le général Montbrun s'aperçoit que le flanc droit de Wellington est relativement dégarni. Il fait immédiatement part de cette information à Masséna, qui décide alors de réaliser, pour le lendemain, une vaste attaque de ce côté. Les dispositions sont promptement arrêtées : 17 000 fantassins et 3 500 cavaliers (dont ceux de la Garde) effectueront le mouvement tournant, tandis que 14 000 hommes fixeront l'attention de Wellington en attaquant Fuentes de Oñoro de front.
Le mouvement français est en partie réalisé dans la nuit du 4 au 5 mai et facilité par le brouillard à l'aube du 5. L'attaque prend les Anglo-Portugais au dépourvu, dans un premier temps. Montbrun effectue plusieurs charges brillantes qui sèment la confusion. Sous la pression, les troupes de Wellington plient mais ne rompent pas. Fuentes de Oñoro est vaillamment défendu et le repli se fait pied à pied avec le village comme point d'appui. Les charges du général Fournier déciment deux carrés anglais, exploit jamais égalé depuis. Finalement, une solide ligne de défense est établie. C'est à ce moment que Montbrun, voulant opérer une ultime percée, ordonne au général Lepic de charger. Celui-ci refuse, arguant du fait qu'il ne peut recevoir d'ordre que du maréchal Bessières en personne. Or celui-ci demeure introuvable. La bataille diminue alors d'intensité et s'achève sans autres événements majeurs.

## Le bilan
Les Français perdent environ 2 000 hommes tués ou blessés, les Alliés 1 500. Cette bataille est remarquable par la tentative de manœuvre de Masséna. Tirant les leçons de son échec à la bataille de Buçaco, il cherche à tourner la position de Wellington plutôt que de lancer une attaque frontale, quasi suicidaire face à la discipline au feu des Anglais. Il n'est pas passé très loin du succès mais doit cependant se replier. Il fait parvenir l'ordre de repli à Brenier, par trois messagers. La place d'Almeida est évacuée dans la nuit du 10 au 11 mai 1811 et la garnison rejoint l'armée française au nez et à la barbe des Britanniques. Le 11 mai, Masséna entre en Espagne ; il est alors rejoint par le maréchal Marmont qui le relève officiellement de son commandement. Il s'exile alors sur ses terres et ne recevra plus jamais le commandement d'une armée sur un champ de bataille.
L'épisode de Bessières, introuvable sur le champ de bataille, est à mettre en parallèle avec celui de Ney. En Espagne, loin de l'œil du maître resté à Paris, les maréchaux vont souvent se déchirer. Peu désireux de collaborer entre eux, jaloux de leur autorité respective, leurs attitudes vont considérablement handicaper les opérations militaires. L'intervention de la cavalerie de Lepic aurait pu changer l'issue du combat, mais Bessières ne voulait peut-être pas qu'une éventuelle victoire fasse retomber tous les honneurs sur Masséna.
La méprise tragique dont est victime la Légion hanovrienne illustre les aléas de la guerre à cette époque : les champs de bataille sont en effet noyés dans une épaisse fumée due à l'utilisation d'armes à poudre noire, ce qui rend difficile voire impossible l'identification des unités. De telles méprises ne sont pas rares.

### Jeu de simulations historiques
- Fuentes de Oñoro 1811, de Frédéric Bey, série Jours de Gloire, Vae Victis Collection Jeux d'Histoire, 2011